# Zola Budd
Zola Buddová, provdaná Pieterseová (* 26. května 1966 Bloemfontein) je bývalá jihoafrická atletka, v letech 1985 a 1986 vítězka mistrovství světa v přespolním běhu. Od roku 2008 žije v USA.
Jako jihoafrická reprezentantka nemohla kvůli apartheidu startovat na mezinárodních soutěžích, nebyl ani uznán její světový rekord na 5000 m 15:01,83, který vytvořila jako sedmnáctiletá. V roce 1984 proto přijala britské občanství a svoji novou zemi reprezentovala na olympiádě 1984. Zde byla aktérkou skandálního finále na 3000 metrů, v němž po kolizi s ní musela ze závodu odstoupit domácí favoritka Mary Deckerová. Buddová závod dokončila, ale z vedoucí pozice se propadla na sedmé místo. V roce 1985 znovu zlepšila světový rekord na pětikilometrové trati. Na mistrovství Evropy v atletice 1986 skončila čtvrtá na 3000 m a devátá na 1500 m. V roce 1988 dostala distanc za porušení sportovního bojkotu JAR. Až po změně režimu v Jihoafrické republice reprezentovala rodnou zemi na olympiádě 1992, kde vypadla na tříkilometrové trati v rozběhu. Později se zaměřila na maratonský běh, vyhrála Kloppers Marathon 2007 a Run Hard Columbia Marathon 2015, v roce 2014 vyhrála veteránskou kategorii na jihoafrickém ultramaratonu Comrades Marathon, ale o prvenství přišla kvůli tomu, že neměla na startovním čísle veteránské označení.
Byla známá tím, že jako poslední ze špičkových atletek běhala závody bosa.
Na MS v krosu 1986 jí místopředseda IAAF Senegalec Lamine Diack kvůli jejímu jihoafrickému původu odmítl předat zlatou medaili, dostala ji až po dvaceti letech.
Jihoafrická zpěvačka Brenda Fassie jí věnovala píseň „Zola Budd“.

## Osobní rekordy
- 1500 metrů – 3:59,96
- 3000 metrů – 8:28,83
- 5000 metrů – 14:48,07